# Брамблес, Джеки
Дже́ки Бра́мблес (англ. Jackie Brambles; 1 марта 1967, Эссекс, Англия, Великобритания) — британская журналистка и телеведущая.

## Биография
Родилась 1 марта 1967 года в графстве Эссекс (Англия, Великобритания), а выросла в Эйршайре (Шотландия).

## Карьера
Джеки начала свою журналистскую карьеру в 1986 году. В 1988 году Брамблес начала работать на «BBC Radio 1».
Джеки владеет своей цифровой медиа-бизнес-организацией под названием «Broadstance Digital Media Production».
В июне 2009 года Джеки была комментатором политического шоу «This Week». На протяжении 2009—2010 годов Брамлес была гостем  различных шоу на «BBC Radio Scotland». С сентября 2010 года она регулярно выступает гостем программы «Lorraine».

## Личная жизнь
В 1993—1998 года Джеки была замужем за Джимом Шерри. С 4 августа 2005 года Джеки замужем во второй раз за Дэвидом Тоддом (род.1975). У супругов есть двое детей — сын Стэнли Дэвид Тодд (род.23.03.2006) и дочь Флоренс Тодд (род.07.03.2007).